# 潘普金本德鎮區 (阿肯色州伍德拉夫縣)
潘普金本德鎮區（英語：Pumpkin Bend Township）是位於美國阿肯色州伍德拉夫縣的一個行政鎮區。

## 地方資料
潘普金本德鎮區的面積為56.67平方千米，當中陸地面積為56.63平方千米，而水域面積為0.04平方千米。根據2010年美國人口普查的數據，當地共有人口276人，而人口密度為每平方千米4.87人。